# Suiza en los Juegos Olímpicos de Los Ángeles 2028
Suiza participará en los Juegos Olímpicos de Los Ángeles 2028. Responsable del equipo olímpico es la confederación Swiss Olympic, así como las federaciones deportivas nacionales de cada deporte con participación.